# Mylomys dybowskii
Mylomys dybowskii — вид гризунів родини Muridae, поширений в Африці: Камерун, Центральноафриканська Республіка, Конго, Демократична Республіка Конго, Кот-д'Івуар, Гана, Гвінея, Кенія, Малаві, Руанда, Судан, Танзанія, Уганда. Його природними середовищами існування є субтропічні або тропічні вологі рівнинні ліси та субтропічні або тропічні сезонно вологі або затоплені низинні луки. Це гірський вид, що зустрічається до 2300 метрів над рівнем моря. Йому загрожує втрата середовища проживання.

## Морфологічна характеристика
Гризун середнього розміру з довжиною голови й тулуба від 120 до 190 мм, довжиною хвоста від 104 до 180 мм, довжиною стопи від 29 до 36 мм, довжиною вух 100 мм і вагою до 165 грамів. Верх жовто-червоний, з чорно-коричневими відблисками вздовж спини. Боки світліші. Черевні частини білі. Вуха широкі та круглі. Ноги вкриті рудуватим волоссям. Хвіст коротший за голову й тулуб, зверху чорнуватий, знизу жовтувато-сірий.

## Поведінка
Є денним і наземним видом. Будує гнізда на землі. Харчується стеблами та листям трави.